# Tornado (jeu vidéo, 2008)
Pour les articles homonymes, voir Tornado.
Tornado est un jeu vidéo d'action développé par SKONEC Entertainment et édité par Ignition Entertainment, sorti en 2008 sur Nintendo DS.

## Système de jeu
Dans un monde 3D, le joueur doit récupérer des objets en contrôlant une tornade.

## Accueil
- Jeuxvideo.com : 6/20[1]